# Province du Brabant wallon
Pour les articles homonymes, voir Brabant.
Le Brabant wallon (en néerlandais : Waals-Brabant, en allemand : Wallonisch-Brabant), souvent appelé par son sigle BW, est une province de Belgique située en Région wallonne. La province possède des armoiries qui lui ont été octroyées le 2 janvier 1995. Le lion est inspiré des armoiries historique du duché de Brabant. Les deux coqs sont le symbole de la Communauté française de Belgique.
Elle est située au centre de la Belgique et est placée sous la tutelle de la Région wallonne mais est très fortement polarisée par Bruxelles, dont elle est l'extension périurbaine. La province comptait 415 381 habitants en 2025 et une densité de 379 hab./km2 en 2025. Sa superficie est de 1 097 km2. Le chef-lieu de la province est Wavre.
La province est composée du seul arrondissement administratif et judiciaire de Nivelles comprenant 27 communes, dont le chef-lieu d'arrondissement est Nivelles. Les principales communes sont Wavre, Waterloo, Braine-l'Alleud, Nivelles, Tubize, Rixensart, Ottignies-Louvain-la-Neuve et Jodoigne.
L'ouest de la province, région que l'on appelait, au temps du duché de Brabant, le Roman Païs, est plus peuplé que l'est.

## Histoire

### Scission de la province de Brabant
C'est la plus jeune (avec le Brabant flamand) et aussi la plus petite province belge. La province du Brabant wallon est née de la scission de l'ancienne province de Brabant entre le Brabant flamand, le Brabant wallon et la région Bruxelles-Capitale. C'est maintenant la Région wallonne qui organise les pouvoirs locaux que sont les provinces.
La mise en œuvre de la scission a été opérée par un accord de coopération signé le 30 mai 1993 entre l'État fédéral, les trois Régions et les Communautés française et flamande.
La naissance officielle de la province du Brabant wallon a été célébrée le 1er janvier 1995.

### Choix du chef-lieu
Lors des négociations précédant la création du Brabant wallon, plusieurs communes se sont portées candidates pour devenir le chef-lieu provincial. Nivelles (déjà chef-lieu des arrondissements administratif et judiciaire), Wavre (en plein développement, et dans une position géographique plus centrale) et Ottignies-Louvain-la-Neuve (ville universitaire, à l'instar de Louvain futur chef-lieu du Brabant flamand)) sont les candidates les plus sérieuses. Parmi les autres candidatures, Braine-l'Alleud (commune la plus peuplée), Chastre (siège de l'intercommunale sociale) ou encore Rixensart (qui argumente qu'aux États-Unis, les capitales des États sont des petites villes) sont rapidement écartées.
En septembre 1993, un compromis est avancé : Ottignies-Louvain-la-Neuve deviendra la capitale, et accueillera le législatif (le Conseil provincial et les commissions, tandis que Wavre accueillera l'exécutif (le Gouverneur, la Députation permanente et l'administration) et que Nivelles conservera le judiciaire (et accueillera la cour d'assise, habituellement placée dans le chef-lieu provincial).
Toutefois, la candidature du socialiste ottintois Valmy Féaux au poste de gouverneur vient changer la donne. Le libéral Louis Michel et le socialiste André Flahaut – surnommés les « belles-mères » du Brabant wallon – écartent le social-chrétien Gérard Deprez (ottintois lui aussi) des négociations. Faute d'accord avant les élections de 1994, la loi fédérale indique que le choix de la capitale se fera lors de la première réunion du Conseil provincial.
Le réveillon du 31 décembre 1994, une réception eut lieu au château de La Hulpe avec feu d'artifice.  La carte de vœux avait été dessinée par Geluck.  Elle représentait trois chats-mages égarés dans la jeune province cherchant désespérément où pouvait se trouver le Brabant wallon.                                   
Le 2 janvier 1995, le premier Conseil provincial du Brabant wallon se réunit au Novotel de Nivelles. La ville de Wavre, alors dirigée par le libéral Charles Aubecq, est choisie pour devenir le chef-lieu, et accueillera donc le gouverneur, le Conseil provincial, la Députation permanente et l'administration. Des compensations sont cependant prévues pour plusieurs autres communes. Nivelles conserve l'arrondissement judiciaire (et la cour d'assise), et obtient un rôle économique (avec l’IBW et Nivelinvest). Ottignies-Louvain-la-Neuve, dirigée par le libéral Jacques Otlet à partir de 1994, devient la capitale culturelle de la province (un subside lui sera octroyé jusqu'en 2021, et ce bien que le centre culturel du Brabant wallon s'installera finalement dans la commune voisine de Court-Saint-Étienne). Enfin, l'intercommunale sociale du Brabant wallon restera à Chastre. Valmy Féaux devient le premier gouverneur de la province.

## Culture
Ouvertes au public, les Archives de l'État à Louvain-la-Neuve conservent de nombreux documents produits tout au long de l'Histoire sur le territoire du Brabant wallon : archives d'Ancien Régime, archives notariales, archives ecclésiastiques, registres paroissiaux et d'état civil, etc.

## Emblèmes

### Blason
La province possède des armoiries qui lui ont été octroyées le 2 janvier 1995. Le lion est inspiré des armoiries historiques du Duché de Brabant. Les deux coqs sont le symbole de la Région wallonne et de la Communauté française de Belgique.
Blasonnement :
"De sable au lion d'or, armé et lampassé de gueules, chapé d'or à deux coqs hardis de gueules, celui à dextre contourné. L'écu sommé d'une couronne ducale fermée doublée de gueules et à retroussis d'hermine."

### Drapeau
Le drapeau de la Province, qui est de forme carrée, reprend les armoiries de la province. Il est souvent déployé dans un format 2:3 dans les institutions publiques.

### Logo
Deux logotypes furent publiés par la Province. Le premier lors de sa création en 1995 reprend l'appellation "la jeune province" avec la symbolique d'une porte s'ouvrant vers l'avenir. En 2015, pour le vingtième anniversaire de la Province, le Président du Collège provincial d'alors Mathieu Michel annonce que le Brabant wallon se dotera d'un nouveau logo pour cette occasion. En ce sens, la modification majeure repose en l'apposition des majuscules BW dans le logo. À l’occasion du 30e anniversaire en 2025, le logo évolue à nouveau. 

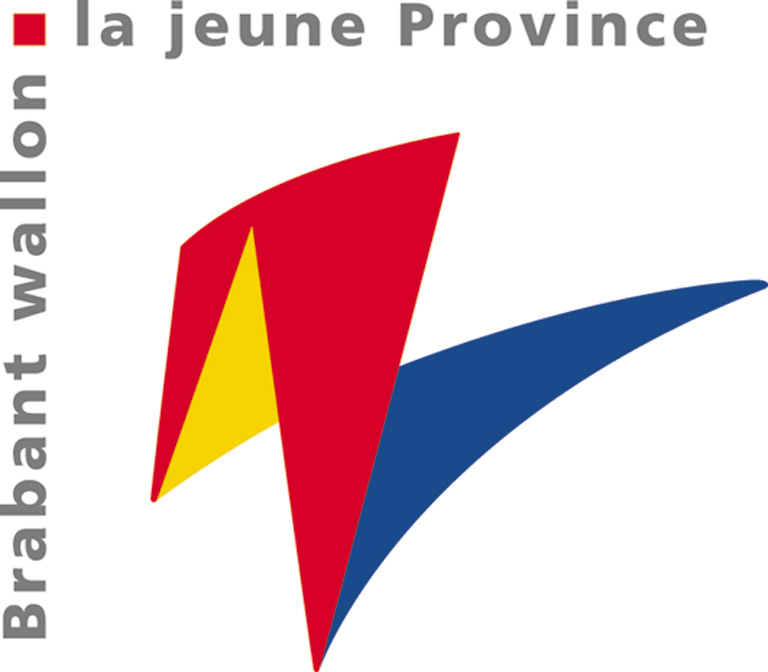
Logo entre 1995 et 2015
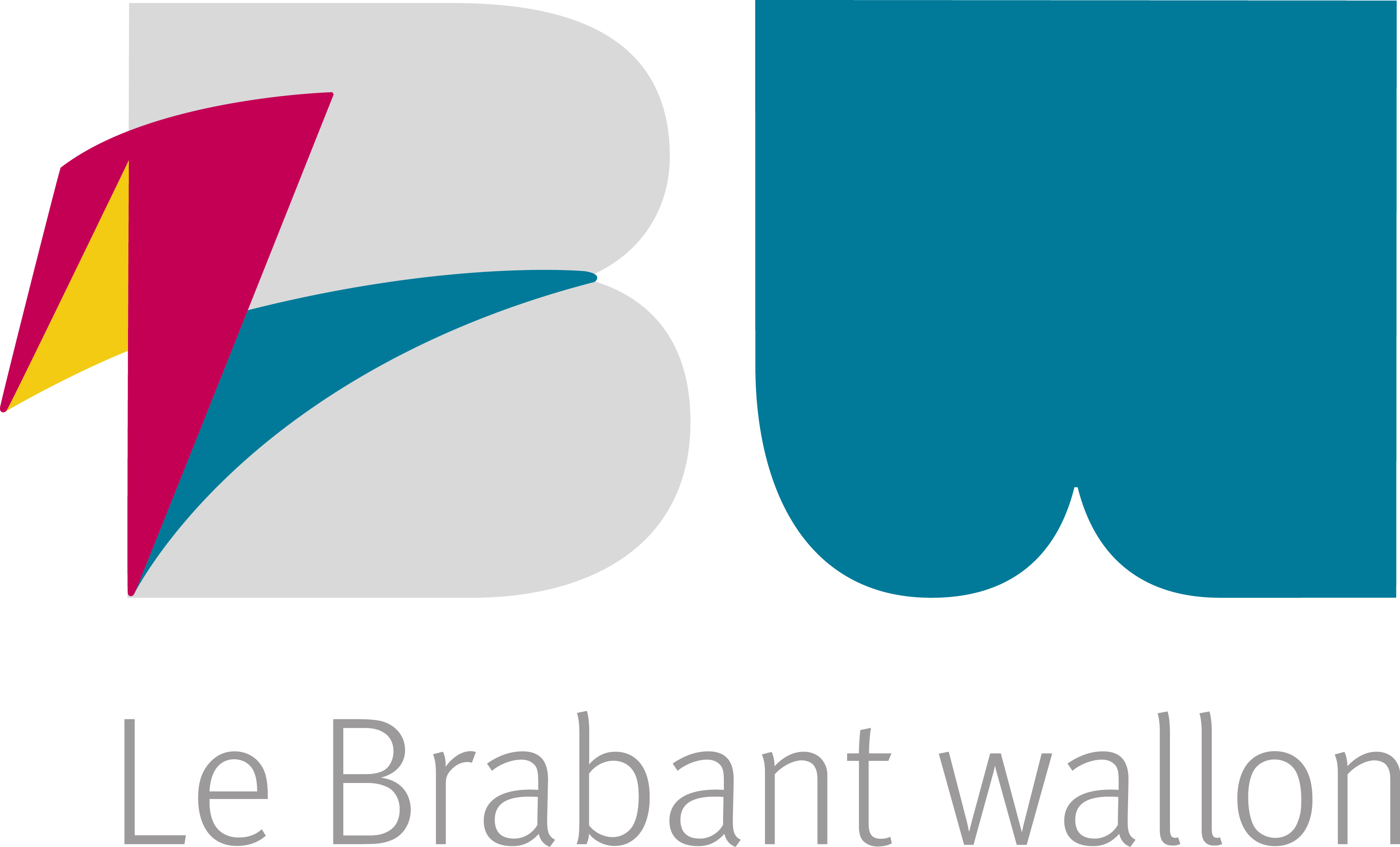
Logo entre 2015 et 2025
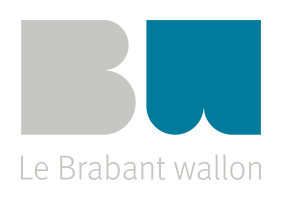
Evolution du logo de 2025

## Politique

### Gouverneur
À l'instar des autres gouverneurs du royaume, le Gouverneur du Brabant wallon est le commissaire du gouvernement fédéral, mais également de la Région et de la Communauté dans la province. Il est chargé d'assurer l'application de la réglementation fédérale dans les domaines de la sécurité civile et des plans d'urgence, de la sécurité policière et de l'ordre public, de la tutelle administrative spécifique sur le fonctionnement de la police locale, de la législation sur les armes, des services d'incendie et du traitement des dossiers en matière de calamités. Les gouverneurs sont nommés et révoqués par le gouvernement de la région, sur avis conforme du conseil des ministres fédéral. Malgré une appartenance politique, ces derniers ont un regard assez neutre sur la vie politique de la province.

#### Liste des gouverneurs
| No | Portrait | Nom                                                | Début du mandat | Fin du mandat | Appartenance politique |
| -- | -------- | -------------------------------------------------- | --------------- | ------------- | ---------------------- |
| 1  |          | Valmy Féaux (né le 19 février 1933 à Walhain)      | 1995            | 2000          | Parti socialiste       |
| 2  |          | Emmanuel Hendrickx (né le 10 février 1940 à Uccle) | 2000            | 2007          | Mouvement réformateur  |
| 3  |          | Marie-José Laloy (né le 17 juin 1950 à Habay)      | 2007            | 2015          | Parti socialiste       |
| 4  |          | Gilles Mahieu (né le 12 août 1964 à Uccle)         | depuis 2015     | depuis 2015   | Parti socialiste       |

### Collège provincial
Le Collège veille à l’instruction des affaires d’intérêt provincial qui lui sont soumises par le Conseil provincial et exécute ses décisions. Il délibère sur tout ce qui concerne l’administration journalière des intérêts de la Province, ainsi que les réquisitions du Gouverneur. Il donne son avis sur toutes les affaires qui lui sont soumises par l’Belgique, la Communauté française de Belgique ou la Région wallonne et prend les mesures d’exécution relatives.
Le pacte de majorité approuvé par le Conseil fixe les priorités d’action politique du collège pour toute la législature. Le Collège provincial est composé de 4 députés provinciaux élus, par et parmi le Conseil provincial. L'un d'entre eux prend la présidence du collège.

#### Liste des Députés-Présidents du Collège
| No                                                                  | Portrait                                                            | Nom                                                                 | Début du mandat                                                     | Fin du mandat                                                       | Appartenance politique                                              |
| De 1995 à 2006, le Gouverneur était à la tête du Collège provincial | De 1995 à 2006, le Gouverneur était à la tête du Collège provincial | De 1995 à 2006, le Gouverneur était à la tête du Collège provincial | De 1995 à 2006, le Gouverneur était à la tête du Collège provincial | De 1995 à 2006, le Gouverneur était à la tête du Collège provincial | De 1995 à 2006, le Gouverneur était à la tête du Collège provincial |
| ------------------------------------------------------------------- | ------------------------------------------------------------------- | ------------------------------------------------------------------- | ------------------------------------------------------------------- | ------------------------------------------------------------------- | ------------------------------------------------------------------- |
| 1                                                                   |                                                                     | Pierre Boucher (né le 24 avril 1946 à Ramillies)                    | 20 octobre 2006                                                     | 26 octobre 2012                                                     | Mouvement réformateur                                               |
| 2                                                                   |                                                                     | Mathieu Michel (né le 18 mai 1979)                                  | 26 octobre 2012                                                     | 1er octobre 2020                                                    | Mouvement réformateur                                               |
| 3                                                                   |                                                                     | Tanguy Stuckens (né le 13 novembre 1980 à Schaerbeek)               | depuis le 1er octobre 2020                                          | depuis le 1er octobre 2020                                          | Mouvement réformateur                                               |

#### Législature 2018 - 2024
|  | Fonction            | Nom             | Parti politique | Compétences |
|  | ------------------- | --------------- | --------------- | --- |
|  | Gouverneur          | Gilles Mahieu   | PS              | Chargé de veiller au respect de l’exécution et de l’application des lois, décrets et règlements et à favoriser l’intégration des politiques régionales, fédérales et communautaires sur le territoire de sa province. Comme commissaire du gouvernement fédéral : La planification d’urgence et la gestion de crise, La sécurité policière, L’ordre public, La sécurité civile, La tutelle sur le fonctionnement de la police locale, La tutelle sur la zone de secours, La législation sur les armes, Le traitement des dossiers en matière de calamités (datant d’avant 2015), L’organisation des élections, L’accompagnement des maisons de justice et la surveillance des prisons, L’information sur les manœuvres militaires, L’autorisation d’outils avec des rayonnements ionisants, Le transfert des explosifs, des produits gazeux ou électriques. Comme commissaire du gouvernement wallon : Funérailles, sépultures et crématoriums, Législation électorale, Aménagement du territoire et d’urbanisme, Code forestier. |
|  | Député-Président    | Tanguy Stuckens | MR              | Relations publiques (+ contrat de gestion de Tv Com), Budget et patrimoine, Ressources humaines (dont SIPP), Contrat de développement territorial, Culture, Inclusion et égalité des chances, Sécurité, Dernier QG de Napoléon |
|  | Députée Provinciale | Isabelle Evrard | PS              | Enseignement hors bâtiments scolaires, Tourisme, Agriculture, Économie, Bois des Rêves, Folklore, Commerce & Artisanat, Centre PMS. |
|  | Député Provincial   | Marc Bastin     | MR              | Travaux et bâtiments, Sport, Cadre de vie et lutte contre les inondations, Environnement et développement durable, Mobilité, Coopération au développement et relations internationales, Affaires générales, Cours d’eau, Château d'Hélécine |
|  | Députée Provinciale | Sophie Keymolen | MR              | Vieillissement actif et accompagnement des aînés, Institutions et partenariats de Santé (PSE, SSM, IMP, CLPS…), Logement et aménagement du territoire, Affaires sociales, Petite enfance, Jeunesse et implication citoyenne, Informatique et transition numérique, Marchés publics, Centre de prêt, Cultes et laïcité |

## Commandants militaires
- Guillaume Van Larebeke - Mort pour sa province
- Juin 2017 - aujourd'hui Colonel d'aviation Olivier DE GROOTE

## Communes
La province est constituée de 27 communes. Ensemble, elles forment l'unique arrondissement administratif de la province, celui de Nivelles. Les frontières de la Province du Brabant wallon coïncident avec celles de l'arrondissement judiciaire du Brabant wallon (avant 2014, arrondissement judiciaire de Nivelles). Il est divisé en 6 cantons judiciaires,.
Le chef-lieu de la province est Wavre.
La commune la plus peuplée est Braine-l'Alleud tandis que celle qui compte le moins d'habitants est Hélécine. La plus petite commune de la province est La Hulpe tandis que Genappe est la commune la plus étendue avec plus de 90 km2 de territoire communal.

Les communes de la province

| No.   | Commune                    | Superficie | Population (1/1/2025) | Bourgmestre | Bourgmestre                   |
| ----- | -------------------------- | ---------- | --------------------- | ----------- | ----------------------------- |
| 1     | Beauvechain                | 38,57 km2  | 7 242                 |             | Carole Ghiot (MR)             |
| 2     | Braine-l'Alleud            | 52,32 km2  | 40 756                |             | Vincent Scourneau (MR)        |
| 3     | Braine-le-Château          | 22,75 km2  | 10 638                |             | Nicolas Tamigniau (RB)        |
| 4     | Chastre                    | 31,57 km2  | 7 813                 |             | Thierry Champagne (MR)        |
| 5     | Chaumont-Gistoux           | 48,33 km2  | 11 894                |             | Philippe Barras (Les Engagés) |
| 6     | Court-Saint-Étienne        | 26,88 km2  | 10 927                |             | Steve De Wevere (MR)          |
| 7     | Genappe                    | 90,35 km2  | 16 160                |             | Gérard Couronné (MR)          |
| 8     | Grez-Doiceau               | 55,55 km2  | 14 014                |             | Paul Vandeleene (Avec Vous)   |
| 9     | Hélécine                   | 16,98 km2  | 3 894                 |             | Pascal Collin (MR)            |
| 10    | Incourt                    | 38,91 km2  | 5 658                 |             | Benoit Malevé (PS)            |
| 11    | Ittre                      | 35,03 km2  | 6 963                 |             | Christian Fayt (PS)           |
| 12    | Jodoigne                   | 73,73 km2  | 14 935                |             | Jean-Luc Meurice (MR)         |
| 13    | La Hulpe                   | 15,52 km2  | 7 482                 |             | Xavier Verhaeghe (MR)         |
| 14    | Lasne                      | 47,57 km2  | 14 175                |             | Laurence Rotthier (MR)        |
| 15    | Mont-Saint-Guibert         | 18,72 km2  | 8 451                 |             | Julien Breuer (MR)            |
| 16    | Nivelles                   | 60,83 km2  | 29 429                |             | Bernard De Ro (Les Engagés)   |
| 17    | Orp-Jauche                 | 50,8 km2   | 9 092                 |             | Hugues Ghenne (PS)            |
| 18    | Ottignies-Louvain-la-Neuve | 33,4 km2   | 31 766                |             | Nicolas Van der Maren (MR)    |
| 19    | Perwez                     | 51,17 km2  | 9 844                 |             | Jordan Godfriaux (MR)         |
| 20    | Ramillies                  | 49,08 km2  | 6 710                 |             | Jean-Jacques Mathy (REM)      |
| 21    | Rebecq                     | 39,26 km2  | 11 185                |             | Patricia Venturelli (PS)      |
| 22    | Rixensart                  | 17,56 km2  | 23 052                |             | Patricia Lebon (MR)           |
| 23    | Tubize                     | 32,77 km2  | 28 716                |             | Samuel D'Orazio (MR)          |
| 24    | Villers-la-Ville           | 48,03 km2  | 11 059                |             | Emmanuel Burton (MR)          |
| 25    | Walhain                    | 38,08 km2  | 7 556                 |             | Xavier Dubois (Les Engagés)   |
| 26    | Waterloo                   | 21,32 km2  | 30 389                |             | Florence Reuter (MR)          |
| 27    | Wavre                      | 42,11 km2  | 35 581                |             | Benoit Thoreau (Les Engagés)  |
| TOTAL | Province de Brabant Wallon | 1 097 km2  | 415 381               |             |                               |

## Démographie

### Évolution démographique récente
x 1 000 habitants
- Source : Statbel - Remarque: 1995=nombre d'habitants chaque 1er janvier[1]

### Évolution démographique historique
Les chiffres de 1831 à 1990 sont ceux de l'arrondissement de Nivelles qui correspond à l`actuel province de Brabant-Wallon crée en 1995.
- Source : Statbel - Remarque: 1831 jusqu'à 1981=recensement; depuis 1990=nombre d'habitants chaque 1er janvier[1]

### Population étrangère
| Nationalité                                           | Population |
| France                                                | 10 468     |
| Italie                                                | 5 739      |
| Roumanie                                              | 3 361      |
| Portugal                                              | 3 128      |
| Espagne                                               | 2 765      |
| Ukraine                                               | 2 168      |
| Maroc                                                 | 1 485      |
| Pologne                                               | 1 378      |
| Allemagne                                             | 970        |
| République démocratique du Congo                      | 857        |
| Pays-Bas                                              | 823        |
| Brésil                                                | 751        |
| Royaume-Uni                                           | 678        |
| Cameroun                                              | 589        |
| Chine                                                 | 555        |
| Tunisie                                               | 483        |
| Grèce                                                 | 481        |
| États-Unis                                            | 397        |
| Inde                                                  | 352        |
| Luxembourg                                            | 272        |
| Source : IBSA Brussels, chiffres au 1er janvier 2024. |            |

## Sécurité et secours

### Police
Pour les services de police, la province est divisée en dix zones de police :
| - 5267 ZP Nivelles-Genappe : Genappe et Nivelles - 5268 ZP Ouest Brabant wallon : Braine-le-Château, Ittre, Rebecq et Tubize - 5269 ZP La Mazerine : La Hulpe, Lasne et Rixensart - 5270 ZP Orne-Thyle : Chastre, Court-Saint-Étienne, Mont-Saint-Guibert, Villers-la-Ville et Walhain - 5271 ZP Wavre : Wavre - 5272 ZP Ardennes Brabançonnes : Beauvechain, Chaumont-Gistoux, Grez-Doiceau et Incourt - 5273 ZP Braine-l'Alleud : Braine-l'Alleud - 5274 ZP Waterloo : Waterloo - 5275 ZP Ottignies-Louvain-la-Neuve : Ottignies-Louvain-la-Neuve - 5276 ZP Jodoigne : Hélécine, Jodoigne, Orp-Jauche, Perwez et Ramillies |

### Pompiers
En ce qui concerne les pompiers, la province forme une seule zone de secours : la zone de secours Brabant wallon.
Il n'y a que deux provinces à avoir la particularité de ne posséder (et de ne former) qu'une zone de secours unique: le Brabant wallon et la province de Luxembourg.

### Protection civile
La province du Brabant wallon n'abrite pas de caserne de la protection civile belge sur son territoire mais dépend de celle de Crisnée.

## Sports
| Football - RAS Jodoigne évolue en D3 Belge - R.Wallonia Walhain Chaumont-Gistoux évolue en D3 Belge - R.US rebecquoise évolue en D4 Belge - R.RC Waterloo évolue en D4 Belge | Handball - Waterloo ASH évolue en D2 Belge Rugby à XV - ASUB Waterloo évolue en D1 Belge - Rugby Club La Hulpe évolue en D1 Belge - Rugby Ottignies Club évolue en D1 Belge |

## Tourisme
La province du Brabant wallon est représentée par cinq maisons du tourisme englobant chacune plusieurs communes.
- La maison du tourisme des Ardennes brabançonnes[19] : Chaumont-Gistoux, Grez-Doiceau, Ottignies-Louvain-la-Neuve, Rixensart et Wavre.
- La maison du tourisme de Hesbaye brabançonne[20] : Beauvechain, Hélécine, Incourt, Jodoigne, Orp-Jauche, Perwez et Ramillies
- La maison du tourisme du Pays de Villers[21] : Chastre, Court-Saint-Étienne, Mont-Saint-Guibert, Villers-la-Ville et Walhain.
- La maison du tourisme du Roman Païs[22] : Braine-le-Château, Ittre, Nivelles, Rebecq et Tubize.
- La maison du tourisme de Waterloo[23] : Braine-l'Alleud, Genappe, La Hulpe, Lasne et Waterloo.

## Images

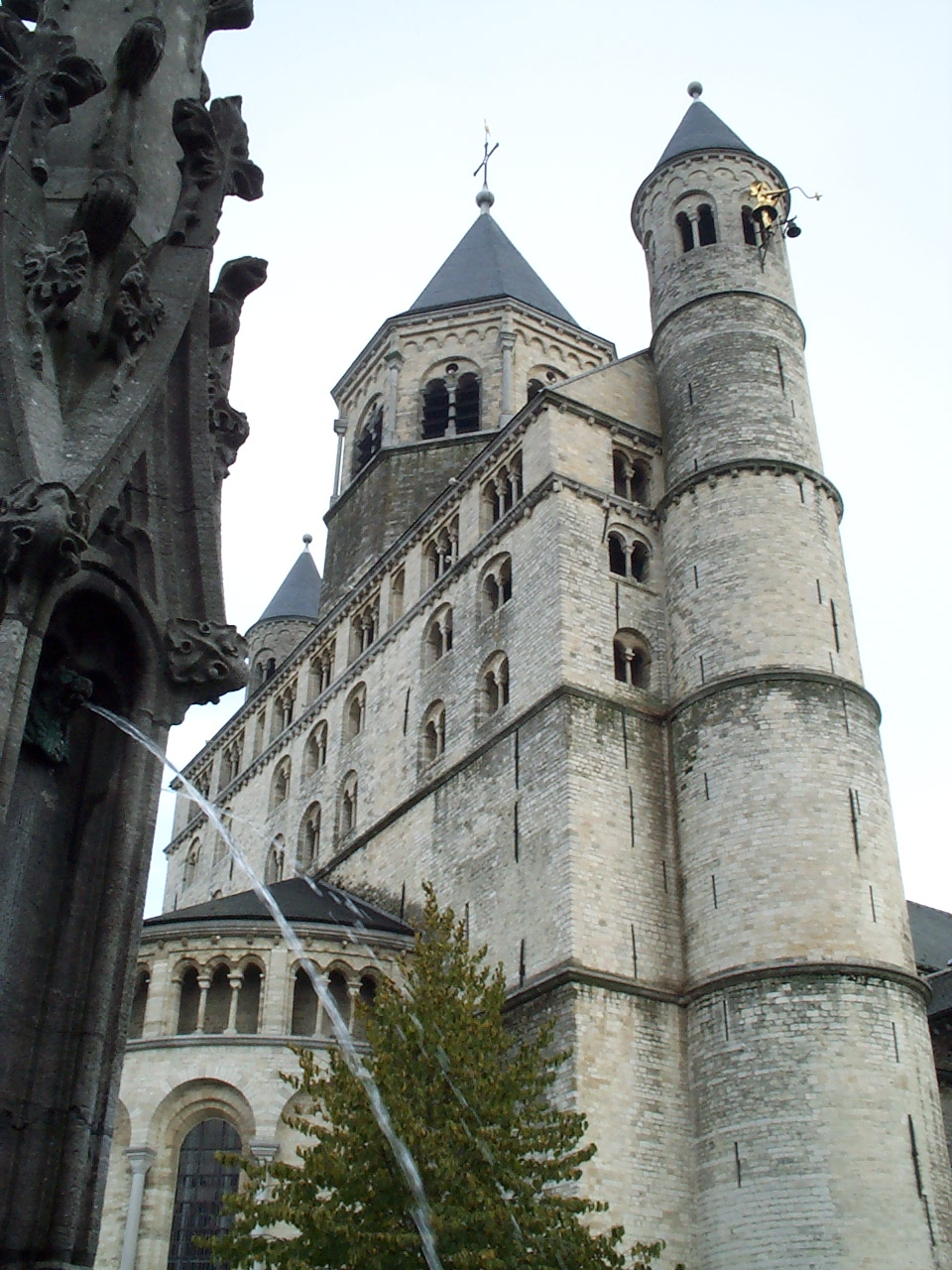
Collégiale Sainte-Gertrude de Nivelles.
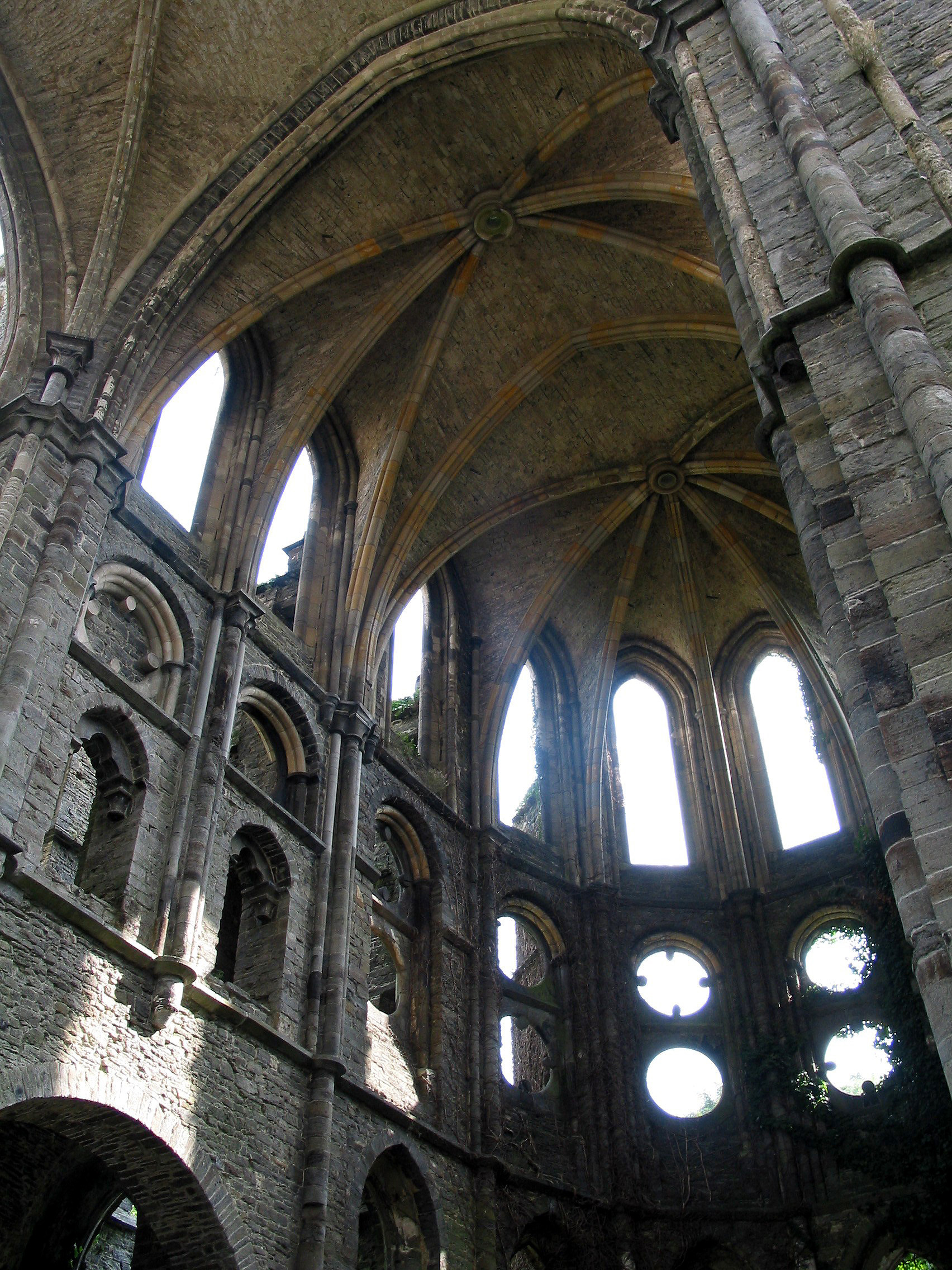
Ruines de l'Abbaye de Villers-la-Ville.
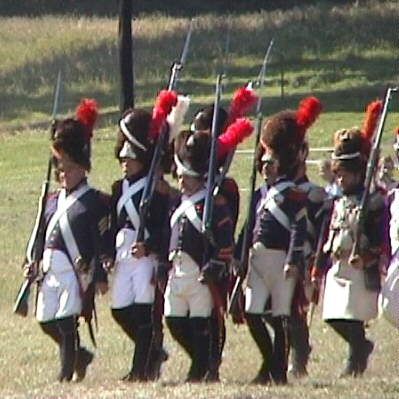
Reconstitution de la Bataille de Waterloo.
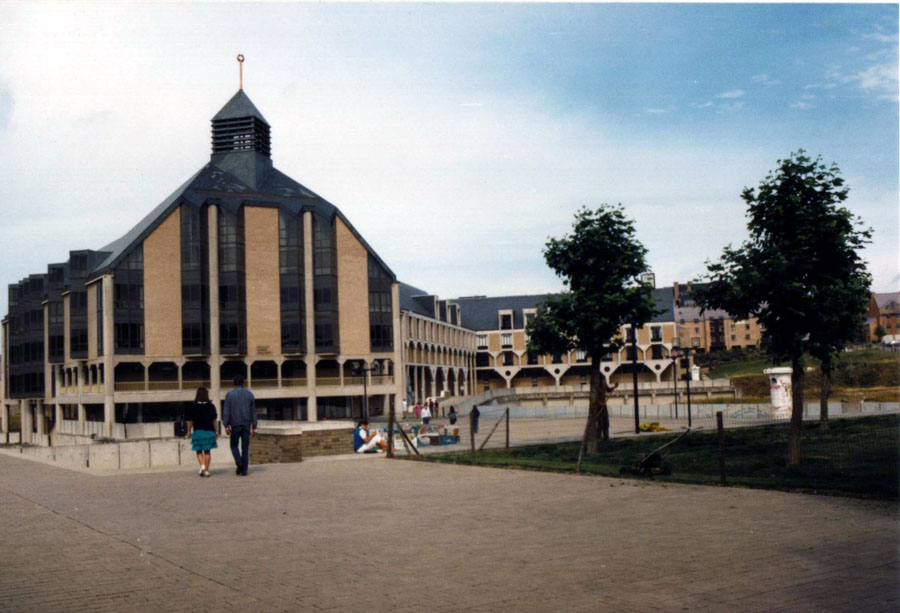
Louvain-la-Neuve.
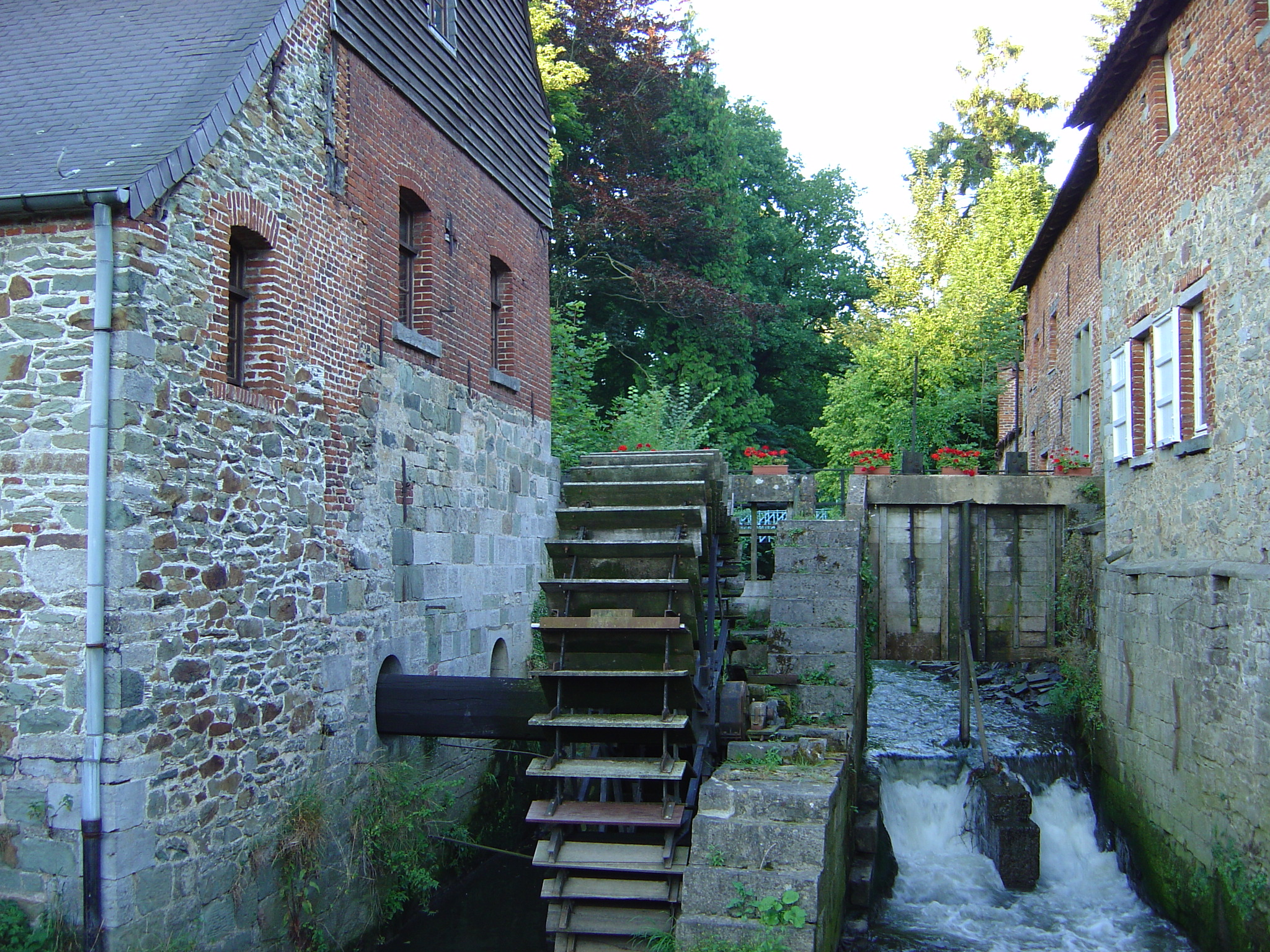
Le moulin banal de Braine-le-Château.
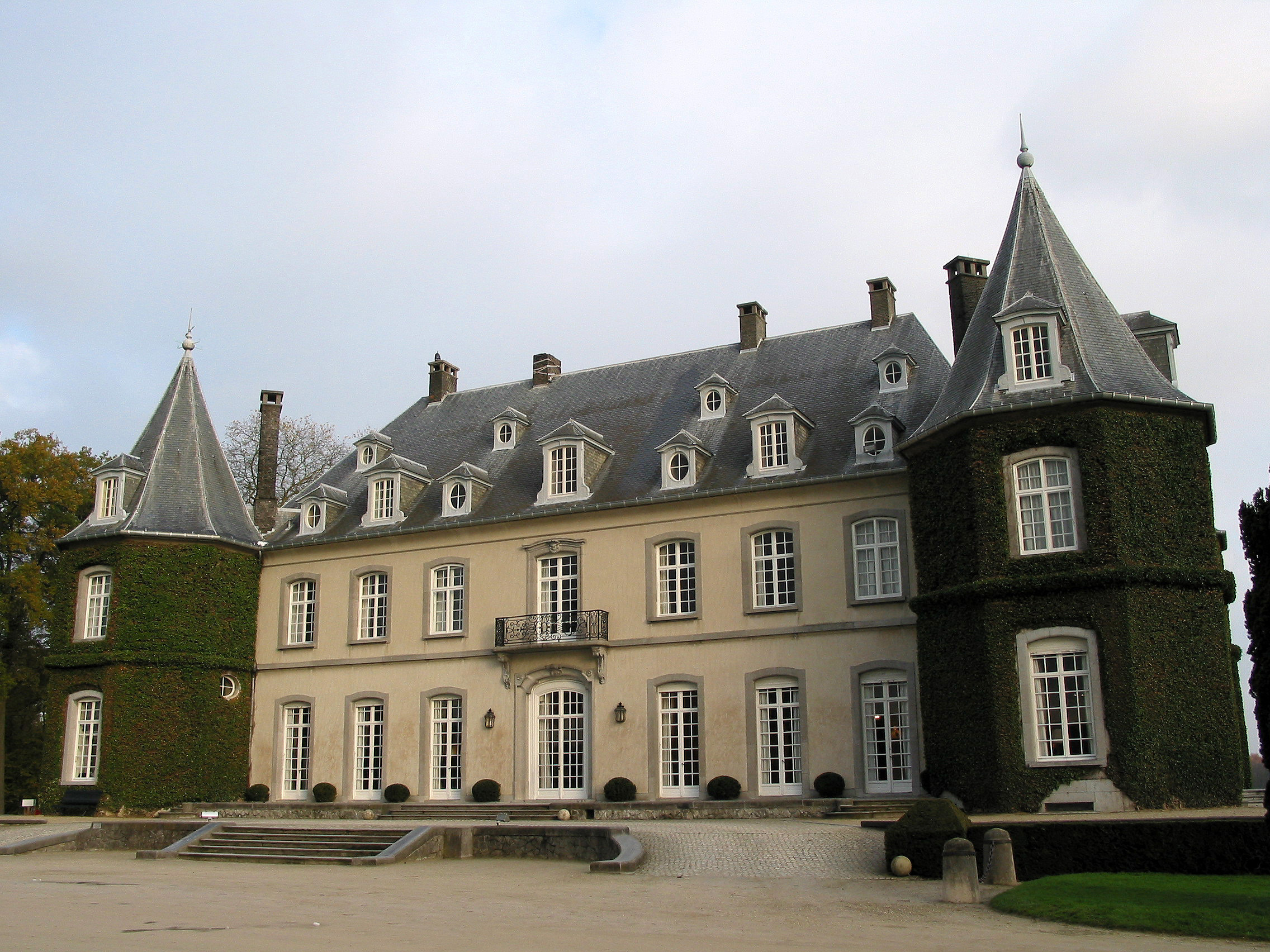
Château de La Hulpe.
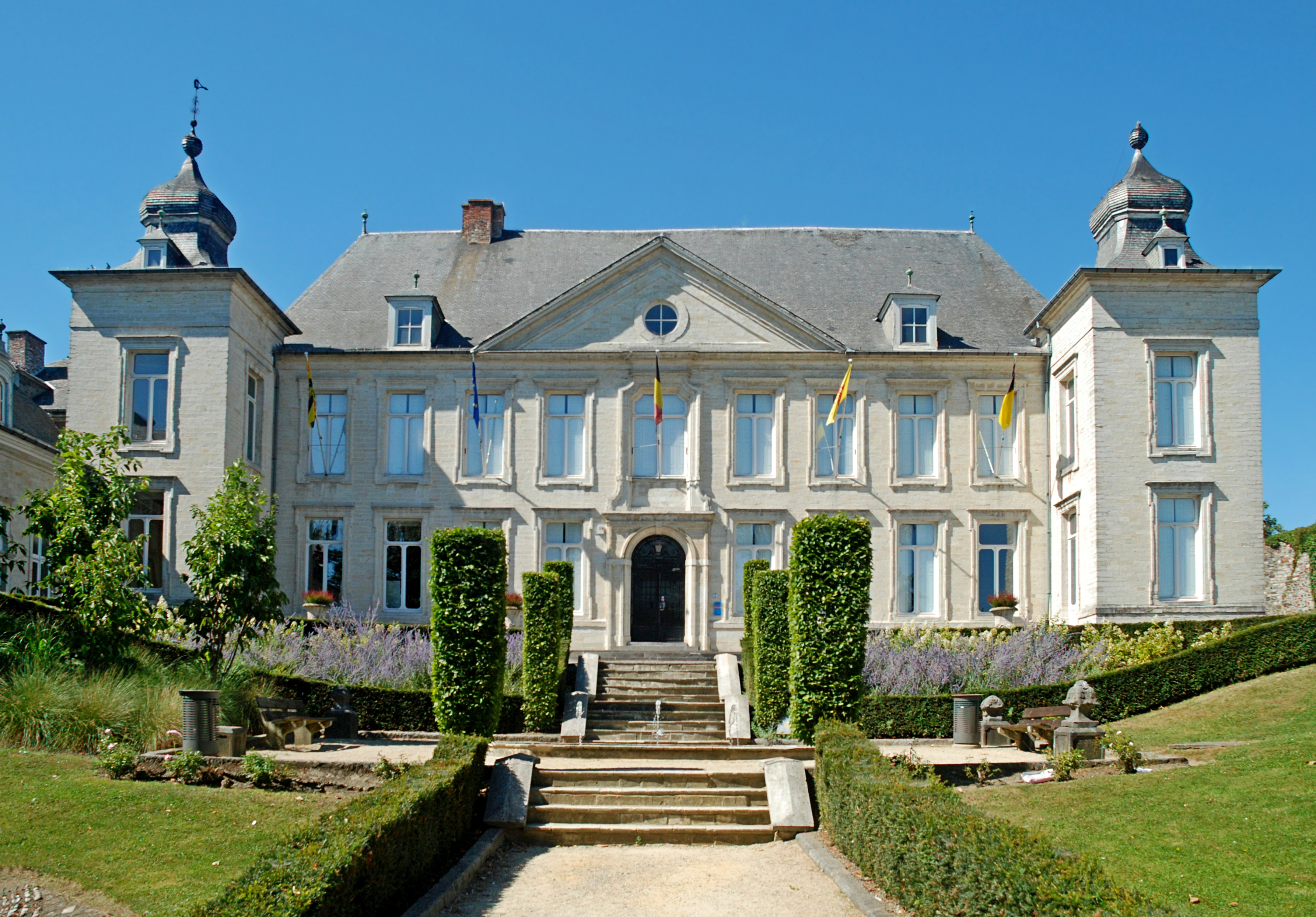
Le château Pastur à Jodoigne.
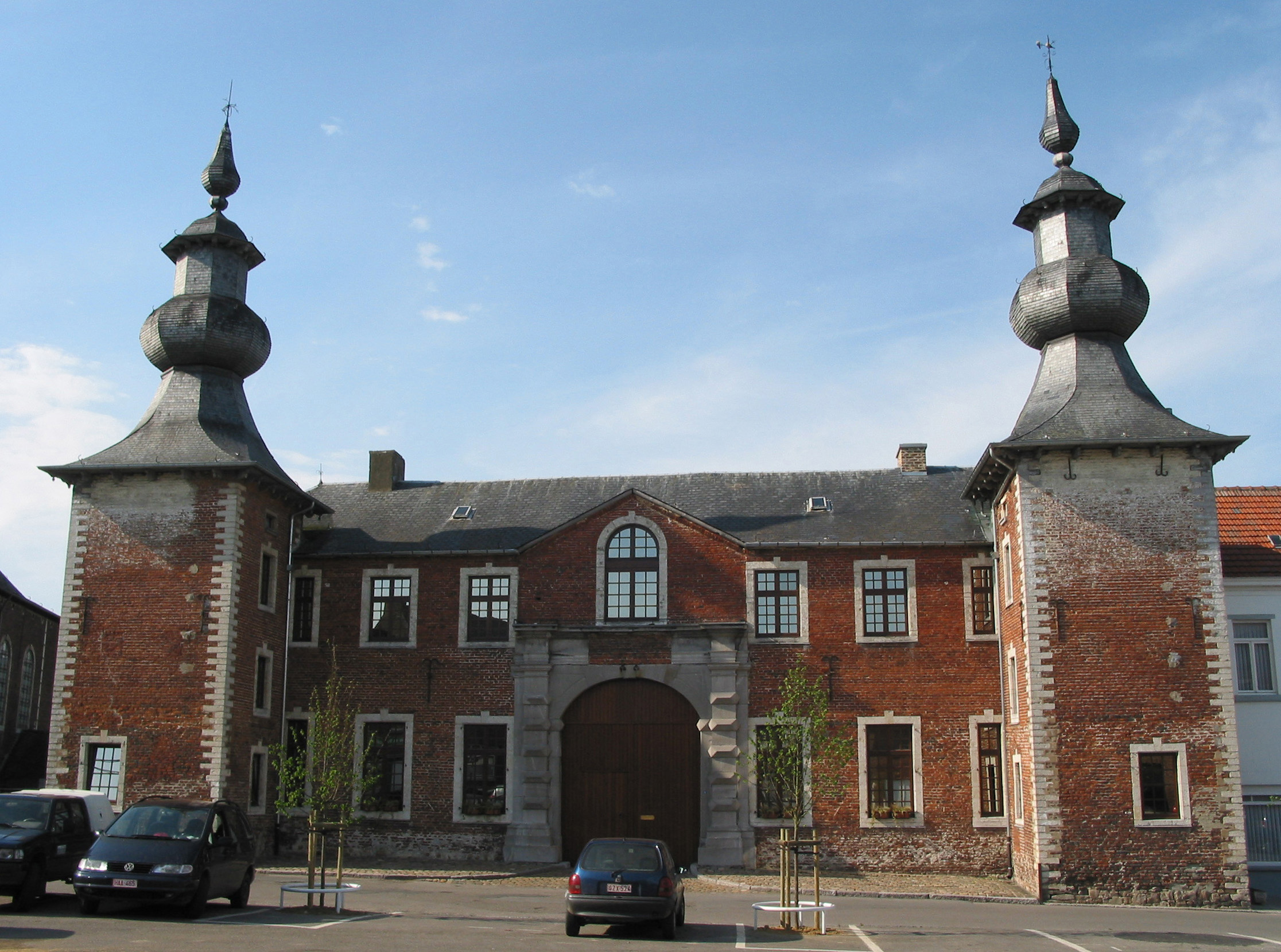
La Maison du Bailli d'Orp-Jauche.
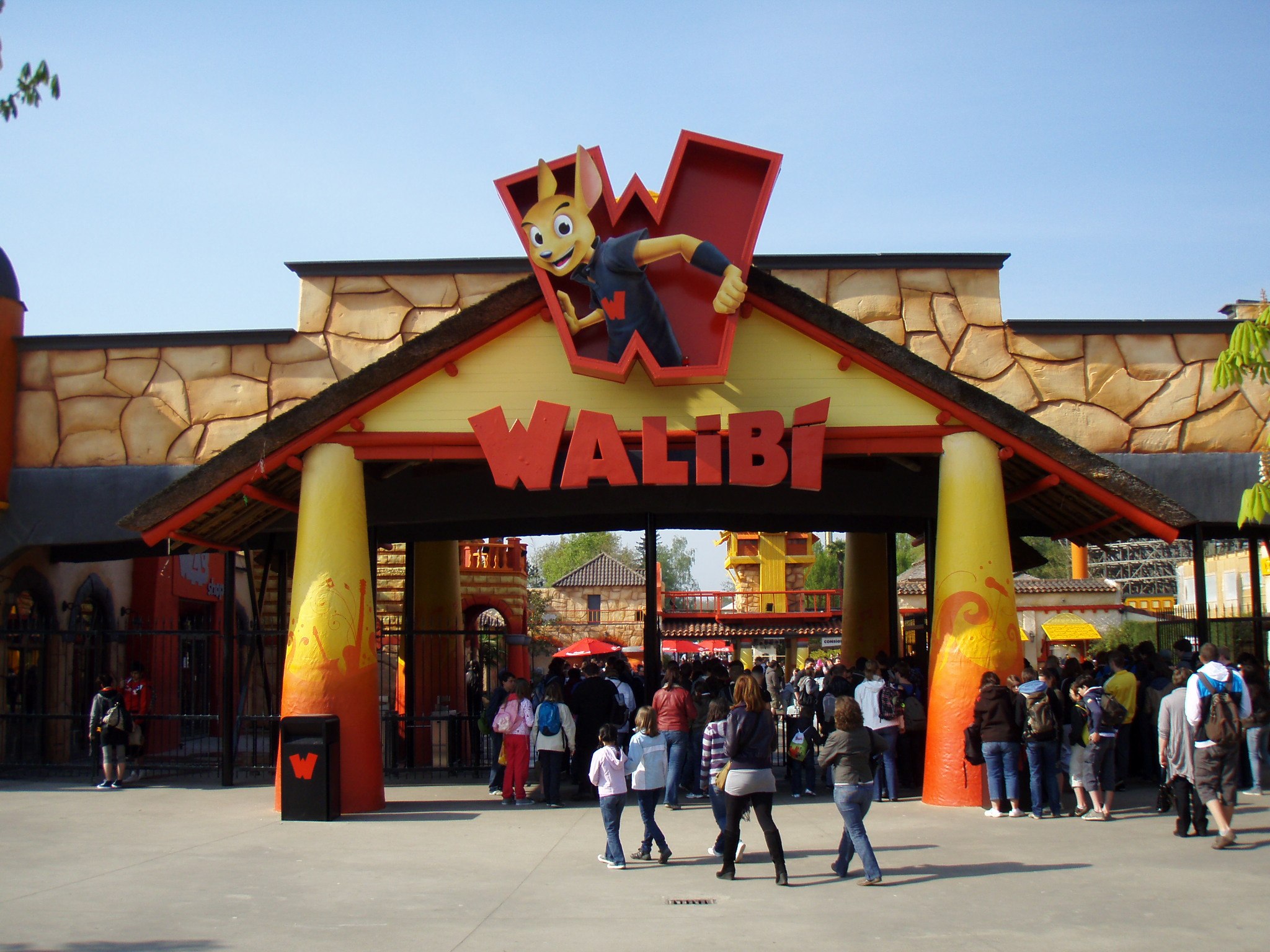
L'entrée du parc d'attraction Walibi à Wavre.